# Mayos de Xulilla
La fiesta de los Mayos és la principal festivitat de Xulilla, que rep el nom dels mayos, coples profanes cantades a mitjanit el primer dissabte de maig. Se celebra la joventut, participant jóvens de fins a 19 anys.
Tot i que a altres localitats de les Comarques de l'interior i fins i tot de l'Espanya continental es troben manifestacions culturals com esta, els mayos de Xulilla tenen característiques singulars que els fan particulars.
La festa, la més antiga de la localitat, es desenvolupa durant tot l'any, de Pasqua florida a Pasqua florida, sent el dia gran el primer dissabte de Maig. És aleshores quan es fan la majoria d'actes, com l'enramà, les grupes, l'entrada de la Murta, cucanyes, Torres humanes i el cant dels mayos.